# Francis Creek
Francis Creek – wieś w Stanach Zjednoczonych, w stanie Wisconsin, w hrabstwie Manitowoc.